# سقوط هواپیمای ایمپریال ایرویز در جاسک (۱۳۰۸)
در ۱۵ شهریور ۱۳۰۸ (۶ سپتامبر ۱۹۲۹) یک هواپیمای د هاویلند هرکولس متعلق به شرکت امپریال ایرویز هنگام فرود در فرودگاه جاسک در نزدیکی شهر جاسک در خلیج عمان سقوط کرد. این هواپیما حامل بسته‌های پستی از بریتانیا به هند بود. در این سانحه خلبان، یک مکانیک و یک مسافر کشته شدند. 

## هواپیما
هواپیمای سانحه‌دیده یک د هاویلند هرکولس با رجیستر G-EBMZ بود. این هواپیمای دوباله سه‌موتوره در سال ۱۹۲۷ به خطوط هوایی امپریال تحویل داده شد. نام اختصاصی این هواپیما «شهر اورشلیم» (City of Jerusalem) بود.

## سانحه
هواپیمای مذکور بسته‌های پستی را از بریتانیا به هند حمل می‌کرد. خلبان هنگام تلاش برای فرود شبانه در جاسک ارتفاع هواپیما را اشتباه ارزیابی کرد و به همین دلیل دچار واماندگی شد و سقوط کرد. در این سانحه ارابهٔ فرود منهدم شد و بال‌های هواپیما به شدت آسیب دید و براثر نشت سوخت از مخزن، هواپیما دچار حریق شد. در این سانحه خلبان، یک مکانیک و یک مسافر کشته شدند و مکانیک ارشد و اپراتور بی‌سیم به شدت مجروح شدند.